# Jared Butler
Jared Gladwyn Butler (Reserve, 25 agosto 2000) è un cestista statunitense.

## Inizi e high school
Butler è il figlio di Richard e Juanea Butler. All'età di undici anni, gareggia già in tornei di basket fuori dallo stato. Butler è cresciuto a Reserve, Louisiana e ha frequentato la Riverside Academy, dove è entrato a far parte della squadra di basket della scuola universitaria all'età di 13 anni. Da junior, tiene le medie di 20,4 punti e 6,7 assist a partita e viene incluso nel primo quintetto statale. Durante la sua stagione da senior Butler fa registrare medie di 27,4 punti, 8,8 rimbalzi, 8,4 assist e 3,0 rubate a partita, venendo nuovamente incluso nel primo quintetto statale e venendo nominato giocatore dell'anno da The Times-Picayune.

## College
Prospetto a quattro stelle, sceglie inizialmente di accettare l'offerta di Alabama, rifiutando, tra le altre, quelle di Virginia e Baylor. Sceglie i Crimson Tide perché confuso sul motivo per cui Baylor non lo stava reclutando più duramente, nonostante il suo allenatore alla high school, Tim Byrd, fosse amico dell'allenatore dei Bears, Scott Drew. Baylor era infatti a corto di borse di studio, oltre ad esser particolarmente profonda nel ruolo di guardia. Una volta iscrittosi ad Alabama, Butler sceglie di non partecipare agli allenamenti estivi della squadra, chiedendo il trasferimento alla Baylor University. Alabama lo libera dal suo impegno ad agosto, anche a causa di un problema al cuore rilevato negli esami. Il trasferimento diviene possibile grazie al pensionamento anticipato di Jake Lindsey, che libera una borsa di studio.
Immediatamente disponibile a giocare, fa registrare 10,2 punti, 3,1 rimbalzi e 2,7 assist di media a partita nel suo anno da freshman, venendo nominato come menzione d'onore per i quinetti All-Big 12 e venendo incluso nella squadra All-Freshman della conference.
Nella sua seconda stagione, quella da sophomore, viene nominato MVP del Myrtle Beach Invitational, dopo aver tenuto le medie di 17,7 punti, 3,7 assist e 2,7 rubate a partita nel torneo, vinto proprio dai Bears L'11 gennaio 2020, Butler realizza 22 punti, aiutando Baylor a sconfiggere Kansas per la sua prima vittoria in assoluto alla Phog Allen Fieldhouse. Il 3 febbraio viene aggiunto alla lista dei 20 potenziali vincitori del Wooden Award e viene nominato come uno dei dieci finalisti per il Bob Cousy Award. Al termine della stagione regolare, Butler viene incluso nel primo quintetto della Big 12 e nel terzo quintetto All-American dalla Associated Press, dalla USBWA, dalla NABC e da Sporting News, dopo aver tenuto le medie di 16,0 punti, 3,2 rimbalzi, 3,1 assist e 1,6 palle rubate a partita Al termine della stagione, Butler si dichiara eleggibile per il draft NBA 2020, salvo poi annunciare,Il 3 agosto, il suo ritorno a Baylor.
Prima dell'inizio della stagione da junior viene nominato giocatore dell'anno per la preseason nella Big 12. Butler disputa un'eccellente stagione, chiusa con 16,7 punti, 3,3 rimbalzi e 4,8 assist di media, venendo incluso nel primo quintetto della Big 12 e nel primo quintetto All-American, oltre che nel quintetto difensivo della conference. Trascinata dalle prestazioni di Butler e di Davion Mitchell, Baylor raggiunge la finale del torneo NCAA per la prima volta dopo 50 anni, dopo aver eliminato, nell'ordine, Hartford, Wisconsin, Villanova, Arkansas e Houston. La finale, disputata contro Gonzaga, fino ad allora imbattuta, vede il trionfo di Baylor, trascinata dai 22 punti e 7 rimbalzi di Butler, primo giocatore con almeno 20 punti e 7 assist in una finale del torneo NCAA dal 2003, quando ci riuscì Carmelo Anthony. Butler viene dunque premiato Most Outstanding Player della manifestazione e incluso nel miglior quintetto della manifestazione.

## NBA

### Utah Jazz (2021-)
Considerato una scelta al primo turno, decide di rendersi eleggibile per il Draft 2021. Durante l'NBA Combine, però, la lega decide di fermare Butler a causa del problema cardiaco già rilevato nelle visite svolte con Alabama e di assegnare il caso al Fitness-to-Play Panel, l'organo della NBA deputato ad autorizzare i giocatori all'attività agonistica. Dopo circa un mese di verifiche, Butler ottiene l'approvazione per giocare nella NBA. Butler viene selezionato con la 40ª scelta assoluta dagli Utah Jazz, che avevano acquisito la scelta dopo uno scambio con Memphis.

## Statistiche
| † | Denota le stagioni in cui ha vinto il titolo |

### NCAA
| Anno       | Squadra      | PG | PT | MP   | TC%  | 3P%  | TL%  | RP  | AP  | PRP | SP  | PP   |
| ---------- | ------------ | -- | -- | ---- | ---- | ---- | ---- | --- | --- | --- | --- | ---- |
| 2018-2019  | Baylor Bears | 34 | 21 | 26,8 | 39,5 | 35,1 | 79,4 | 3,1 | 2,7 | 1,0 | 0,1 | 10,2 |
| 2019-2020  | Baylor Bears | 30 | 30 | 30,4 | 42,1 | 38,1 | 77,5 | 3,2 | 3,1 | 1,6 | 0,1 | 16,0 |
| 2020-2021† | Baylor Bears | 30 | 30 | 30,3 | 47,1 | 41,6 | 78,0 | 3,3 | 4,8 | 2,0 | 0,4 | 16,7 |
| Carriera   | Carriera     | 94 | 81 | 29,1 | 43,1 | 38,4 | 78,2 | 3,2 | 3,5 | 1,5 | 0,2 | 14,1 |

#### Massimi in carriera
- Massimo di punti: 31 vs Kansas (9 marzo 2019)[21]
- Massimo di rimbalzi: 9 vs Texas Christian (29 febbraio 2020)
- Massimo di assist: 13 vs Kansas State (19 dicembre 2020)
- Massimo di palle rubate: 5 (3 volte)
- Massimo di stoppate: 1 (18 volte)
- Massimo di minuti giocati: 41 vs Texas Tech (2 marzo 2020)

### NBA

#### Regular Season
| Anno      | Squadra            | PG  | PT | MP   | TC%  | 3P%  | TL%  | RP  | AP  | PRP | SP  | PP   |
| --------- | ------------------ | --- | -- | ---- | ---- | ---- | ---- | --- | --- | --- | --- | ---- |
| 2021-2022 | Utah Jazz          | 42  | 1  | 8,6  | 40,4 | 31,8 | 68,8 | 1,1 | 1,5 | 0,4 | 0,2 | 3,8  |
| 2022-2023 | Oklahoma Thunder   | 6   | 1  | 12,8 | 46,9 | 50,0 | -    | 0,7 | 1,3 | 0,8 | 0,0 | 6,2  |
| 2023-2024 | Wash. Wizards      | 40  | 0  | 14,2 | 48,8 | 30,8 | 86,1 | 1,5 | 3,2 | 0,7 | 0,2 | 6,3  |
| 2024-2025 | Wash. Wizards      | 32  | 0  | 11,3 | 48,3 | 36,6 | 77,8 | 1,3 | 2,6 | 0,4 | 0,2 | 6,9  |
| 2024-2025 | Philadelphia 76ers | 28  | 17 | 24,4 | 42,6 | 35,2 | 87,0 | 2,5 | 4,9 | 1,1 | 0,3 | 11,5 |
| Carriera  | Carriera           | 148 | 19 | 13,8 | 45,0 | 34,1 | 81,8 | 1,5 | 2,8 | 0,6 | 0,2 | 6,7  |

#### Play-off
| Anno     | Squadra   | PG | PT | MP  | TC% | 3P% | TL% | RP  | AP  | PRP | SP  | PP  |
| -------- | --------- | -- | -- | --- | --- | --- | --- | --- | --- | --- | --- | --- |
| 2022     | Utah Jazz | 1  | 0  | 5,0 | 0,0 | -   | -   | 1,0 | 0,0 | 0,0 | 0,0 | 0,0 |
| Carriera | Carriera  | 1  | 0  | 5,0 | 0,0 | -   | -   | 1,0 | 0,0 | 0,0 | 0,0 | 0,0 |

#### Massimi in carriera
- Massimo di punti: 25 vs Memphis Grizzlies (9 aprile 2023)[22]
- Massimo di rimbalzi: 6 vs Oklahoma City Thunder (6 aprile 2022)
- Massimo di assist: 10 vs Oklahoma City Thunder (6 aprile 2022)
- Massimo di palle rubate: 4 vs Phoenix Suns (24 gennaio 2022)
- Massimo di stoppate: 2 vs Houston Rockets (28 aprile 2022)
- Massimo di minuti giocati: 46 vs Memphis Grizzlies (9 aprile 2023)

### G League
| Anno      | Squadra          | PG | PT | MP   | TC%  | 3P%  | TL%  | RP  | AP  | PRP | SP  | PP   |
| --------- | ---------------- | -- | -- | ---- | ---- | ---- | ---- | --- | --- | --- | --- | ---- |
| 2021-2022 | S.L.C. Stars     | 8  | 8  | 29,9 | 43,8 | 32,0 | 81,3 | 4,1 | 6,5 | 1,4 | 0,8 | 20,3 |
| 2022-2023 | G. Rapids Gold   | 41 | 40 | 30,1 | 45,7 | 40,1 | 80,0 | 3,4 | 5,8 | 1,0 | 0,2 | 18,0 |
| 2022-2023 | Oklahoma Blue    | 4  | 4  | 28,9 | 44,7 | 38,9 | 83,3 | 2,8 | 8,8 | 0,8 | 0,3 | 14,3 |
| 2023-2024 | Capital C. Go-Go | 16 | 16 | 32,3 | 46,8 | 35,1 | 90,0 | 3,5 | 7,4 | 1,4 | 0,3 | 17,9 |
| 2024-2025 | Capital C. Go-Go | 2  | 2  | 30,3 | 57,7 | 42,9 | 75,0 | 4,5 | 6,5 | 0,5 | 0,5 | 22,5 |
| Carriera  | Carriera         | 71 | 70 | 30,5 | 45,9 | 38,4 | 82,3 | 3,5 | 6,4 | 1,1 | 0,3 | 18,2 |

## Palmarès

### Squadra

#### NCAA
- Campionato NCAA (2021)

### Individuale

#### NCAA
- All-Big 12 Freshman Team (2019)
- All-Big 12 First team (2020, 2021)
- Big 12 All-Defensive Team (2021)
- Big 12 Athlete of the Year (2021)
- Associated Press All-American First team (2021)
- NCAA Final Four Most Outstanding Player (2021)
- NCAA All-Tournament Team (2021)
- NCAA Tournament All-Region (2021)

## Record

### NCAA
- Primo giocatore con almeno 20 punti e 7 assist in una finale del torneo NCAA dal 2003 (quando ci riuscì Carmelo Anthony).[17]